# Коренихська волость
Коренихська волость — адміністративно-територіальна одиниця Одеського повіту Херсонської губернії.
Станом на 1886 рік — складалася з 4 поселень, 4 сільських громад. Населення — 2945 осіб (1449 чоловічої статі та 1446 — жіночої), 549 дворових господарств.
|                     | Площа, десятин | У тому числі орної, десятин |
| ------------------- | -------------- | --------------------------- |
| Сільських громад    | 2800           | 2410                        |
| Приватної власності | 33150          | 20808                       |
| Казеної власності   | 204            | —                           |
| Іншої власності     | 241            | 240                         |
| Загалом             | 36395          | 23458                       |

Найбільші поселення волості:
- Велика Корениха (Миколаївка) — містечко при річці Буг і Коренихській затоці за 120 верст від повітового міста, 1604 особи, 276 дворів, православна церква, школа, 3 лавки, недіючий паровий млин. За 7 верст — паровий млин. За 8 верст — поштова станція, укріплення. За 10 верст — римо-католицький молитовний будинок. За 12 верст — православна церква, телеграфна станція.
- Варварівка (Велика Коса) — містечко при річках Буг і Інгул, 836 осіб, 169 дворів, станова квартира 3-го стану, слідча камера одеського окружного суду, православна церква, єврейський молитовний будинок, земська станція, недіючий пивоварений завод, 15 лавок.